# McNuggets de pollastre
Els McNuggets de pollastre són un tipus de producte de pollastre venut per la cadena de menjar ràpid McDonald's. Consisteix en peces petites de carn de pollastre sense ossos arrebossades i fregides.
Els McNuggets de pollastre van ser inventats per Keystone Foods el 1970, es van introduir al mercat dels Estats Units el 1981 i posteriorment van estar disponibles a tot el món el 1983 després de solucionar un problema de subministrament. La fórmula es va modificar el 2016 per treure conservants artificials i millorar-ne les propietats nutritives.

## Descripció
El McNugget de pollastre és una peça petita de carn de pollastre processada, fregida i arrebossada que es pot comprar en unitats de 4, 6, 9 i 25. 
Segons McDonald's, els McNuggets tenen quatre formes: la campana, el llaç-corbata, la pilota i la bota. La raó de les quatre formes diferents és per assegurar temps de cocció compatible amb la seguretat alimentària. Segons McDonald's, les quatre formes van ser escollides perquè "suposen l'equilibri perfecte entre "sucabilitat" i diversió. 3 hauria sigut massa pocs. 5 hauria estat una bajanada."

## Crítica

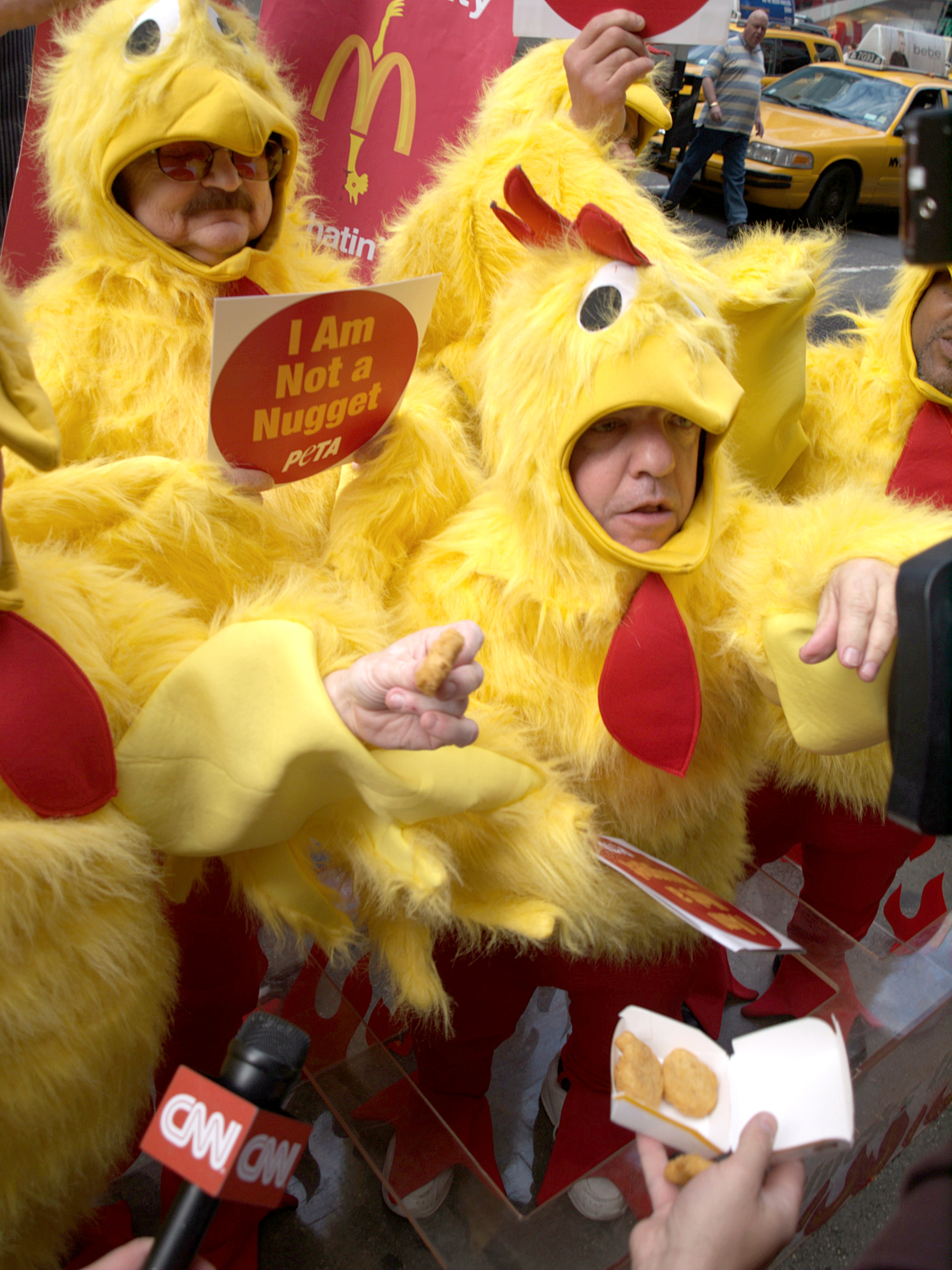
Protestants de PETA vestits com els pollastres manifestant-se a Times Square en contra de la manera de matar pollastres de McDonald's

El 2002, un jutge va comentar que els McNuggets de pollastre eren una creació "McFrankenstein". El jutge va identificar que més que ser pollastre fregit en una cassola, McNuggets va incloure els elements no utilitzats per la cuina casolana, incloent aliments processats.